# Seis días de Newcastle
Los Seis días de Newcastle era una cursa de ciclismo en pista, de la modalidad de seis días, que se corría a Newcastle (Australia). Su primera edición data del 1961 y se disputó hasta el 1976.

## Palmarés
| Año       | Ganadores                                  | Segundos                           | Terceros                               |
| --------- | ------------------------------------------ | ---------------------------------- | -------------------------------------- |
| 1961      | Bob Jobson Sidney Patterson John Tressider | John Douglas Ron Grenda Fred Roche | Jim Johns Keith Reynolds Ronald Murray |
| 1962      | Dick Tressider Sidney Patterson            | Lou Bennett Robert Ryan            | Ernest Corney Keith Reynolds           |
| 1963-1975 | ediciones no realizadas                    |                                    |                                        |
| 1976      | Philip Sawyer Dave Allan                   | Keith Oliver Robert Whetters       | John Trevorrow Laurie Venn             |